# Hinton Ampner
Hinton Ampner est un village du Hampshire, en Angleterre.